# Метішень
Метішень, Метішені (рум. Mătișeni) — село у повіті Харгіта в Румунії. Входить до складу комуни Муджень.
Село розташоване на відстані 212 км на північ від Бухареста, 51 км на захід від М'єркуря-Чука, 134 км на південний схід від Клуж-Напоки, 72 км на північний захід від Брашова.

## Населення
За даними перепису населення 2002 року у селі проживали 128 осіб, усі — угорці. Усі жителі села рідною мовою назвали угорську.